# 费鲁乔·曼扎
费鲁乔·曼扎（義大利語：Ferruccio Manza，1943年4月26日—），意大利男子自行车运动员。他曾代表意大利参加1964年夏季奥林匹克运动会自行车比赛，获得男子团体计时赛银牌。